# Brachioteuthis beanii
Brachioteuthis beanii är en bläckfiskart som beskrevs av Addison Emery Verrill 1881 in 1880-1881. Brachioteuthis beanii ingår i släktet Brachioteuthis och familjen Brachioteuthidae. Inga underarter finns listade i Catalogue of Life.